# Isobara (meteorologia)

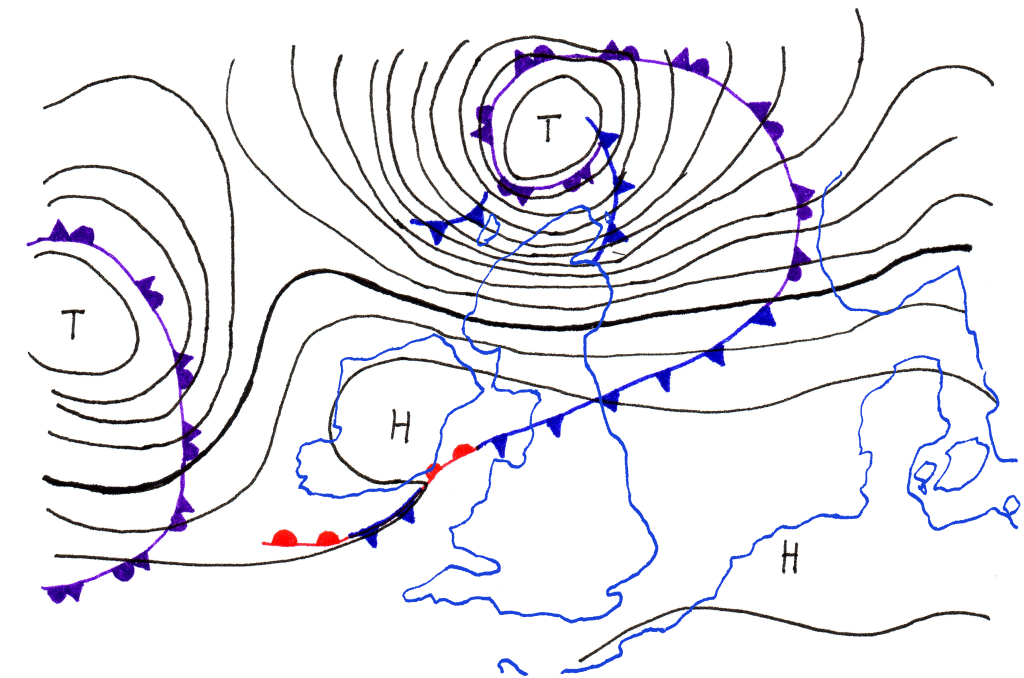
Isobare durante un forte ciclone extratropicale sull'arcipelago britannico

In meteorologia le isobare sono linee ideali che sulle carte meteorologiche uniscono i punti con uguale pressione atmosferica al livello del mare o ad una certa quota altimetrica.

## Applicazioni
Le isobare sono importanti per stabilire le zone di alte o di basse pressioni sul globo terrestre, dette rispettivamente anticicloni e cicloni o depressioni, saccature, promontori di alta pressione, la direzione dei venti, quasi parallela ad esse, ma con una leggera inclinazione tendente dalle zone anticicloniche a quelle cicloniche, e la loro intensità, tanto maggiore quanto più le isobare sono ravvicinate fra loro in quanto maggiore è il gradiente barico.
In una tipica mappa meteorologica le isobare servono a distinguere le zone dove la pressione è alta (cioè superiore a 1013 millibar) dalle altre zone dove la pressione è bassa (cioè inferiore a 1013 millibar). Nelle zone ad alta pressione, dette "anticicloniche", l'aria scende ruotando a spirale in senso orario. Nelle zone di bassa pressione, dette anche "cicloniche", l'aria sale ruotando a spirale in senso antiorario. L'aria che scende si riscalda e l'aria che sale si raffredda. Nelle zone di alta pressione in genere c'è bel tempo, nelle zone di bassa pressione invece, in genere c'è brutto tempo.